# Dekanat belgijski
Dekanat belgijski – jedna ze struktur tworzących Zachodnioeuropejski Egzarchat Parafii Rosyjskich, obejmująca jego parafie na terytorium Belgii oraz 1 placówkę duszpasterską na terytorium Francji.
W obrębie dekanatu działają następujące parafie:
- Parafia Trójcy Świętej i Świętych Kosmy i Damiana w Brukseli
- Parafia św. Pantelejmona i św. Mikołaja w Brukseli
- Parafia św. Aleksandra Newskiego i św. Serafina z Sarowa w Liège
- Parafia św. Mikołaja w Lille